# Parafia św. Katarzyny w Kołczewie
Parafia pod wezwaniem Świętej Katarzyny w Kołczewie – parafia rzymskokatolicka należąca do dekanatu Wolin, archidiecezji szczecińsko-kamieńskiej, metropolii szczecińsko-kamieńskiej. Została ustanowiona 25 kwietnia 1973 roku. Prowadzą ją księża Salwatorianie (SDS). Siedziba parafii mieści się w Kołczewie przy ulicy Zwycięstwa.

## Miejsca kultu
- Kościół św. Katarzyny w Kołczewie – kościół parafialny[1]
- Kaplica w Sierosławiu[1]

## Proboszczowie
- ks. Kalikst Podlesicki SDS (1973–1978)[2]
- ks. Józef Zmełty SDS (1978–1981)[2]
- ks. Stanisław Diakow SDS (1981–1984)[2]
- ks. Józef Kobos SDS (1984–1989)[2]
- ks. Jan Karwath SDS (1989–1999)[2]
- ks. Zdzisław Tokarski SDS (1999–2002)[2]
- ks. Andrzej Iwaniuk SDS (2002–?)[2]
- ks. Ireneusz Lehmann SDS
- ks. Maciej Figarski SDS